# Pi-dag
Pi-dag (Pi Day) er en mærkedag for den matematiske konstant π, bestemt ud fra konstantens tre første cifre 3,14. Således er Pi-dag fastsat til 3/14 (mm/dd), altså 14. marts.
Den første fejring af Pi-dag skete på San Francisco Exploratorium i 1988, hvor fysikeren Larry Shaw lavede et arrangement med flere elever og ansatte, hvor de spiste tærte (engelsk: pie) og gik rundt i cirkler.
Pi tilnærmelsesdag fejres 22. juli, idet Archimedes' kendte tilnærmelse af π er 22/7.
Datoen for pi-dag falder tilfældigt sammen med mærkedage for to verdenskendte naturvidenskabsmænd; Albert Einsteins fødselsdag (1879) og Stephen Hawkings død (2018).